# Лемниската на Бернули
Лемниска̀та на Бернули е лемниската, представляваща равнинна алгебрична крива от четвърта степен, която се дефинира геометрично като множество на точките в равнина {\displaystyle \alpha }, произведенията на чиито разстояния до два фокуса в {\displaystyle \alpha } са равни на квадрата на половината от разстоянието между двете точки ({\displaystyle a^{2}}).

## Уравнения и свойства
Кривата има следните формулни представяния:
- Уравнение в декартови координати: {\displaystyle \left(x^{2}+y^{2}\right)^{2}-2a^{2}\left(x^{2}-y^{2}\right)\,=\,0}
- Уравнение в полярни координати: {\displaystyle r=a{\sqrt {2\cos(2\varphi )}}}
- Параметрично уравнение: {\displaystyle x={\frac {a{\sqrt {2}}\cos t}{1+\sin ^{2}t}};\qquad y={\frac {a{\sqrt {2}}\sin t\cos t}{1+\sin ^{2}t}}}

Лицето на областта, заградена от лемнискатата на Бернули е {\displaystyle S=2a^{2}}. Декартовите координати на фокусите са {\displaystyle F_{1}(-a{\sqrt {2}};0)} и {\displaystyle F_{2}(a{\sqrt {2}};0)}.
Лемнискатата на Бернули е частен случай на овала на Касини. Може да се получи при сечение на тор с равнина, успоредна на оста на ротация на тора и съдържаща допирателна към вътрешния му отвор.
Лемнискатата на Бернули може да се представи и като цисоида на две окръжности.

## История
Якоб Бернули е дефинирал тази крива през 1694 г., но не е осъзнавал връзката ѝ с овала, който Джовани Касини вече е дефинирал 14 години преди това. Поради приликата ѝ с полегналата цифра 8, кривата може да бъде срещната и като „осмица“. През 1750 г. Джулио ди Фаняно намира формулата за лицето на кривата. За времето си задачата за квадратурата на крива, състояща се от няколко „листа“, е считана за нерешима, затова на титулната страница на публикацията въодушевеният ди Фаняно пише „Измерена с многократно деление. Слава на истинския бог“ ("Multifarum divisa atque dimensa. Deo veritatis gloria").
В практиката лемнискатата на Бернули се използа например при трамвайни релси, когато са необходими закръгляния с малък радиус.